# خان أسعد باشا
خان أسعد باشا أكبر خانات دمشق القديمة،  حيث يغطي مساحة 2,500 متر مربع (27,000 قدم2). ويقع في وسط سوق البزورية أحد الاسواق التراثية في المدينة القديمة.، بناه الوالي أسعد باشا العظم سنة (1167هـ/1753م).  أي بعد أربع سنوات من بناء قصر العظم، وُصف خان أسعد باشا بأنه من أرقى الخانات في دمشق،  وأكثر الأعمال المعمارية «طموحًا» في المدينة. 
استضاف قوافل قادمة من بغداد والموصل وحلب وبيروت وأماكن أخرى في الشرق الأوسط، خلال فترة العهد العثماني.  وهو ملك خاص لوالي دمشق أسعد باشا العظم ثم انتقلت ملكيته فيما بعد إلى عدد من التجار، ثم استملكته مديرية الآثار السورية مؤخراً ورمم لاستخدامه موقع وسوقاً سياحية للصناعات الشعبية تقام فيه المعارض .

## وصف الخان

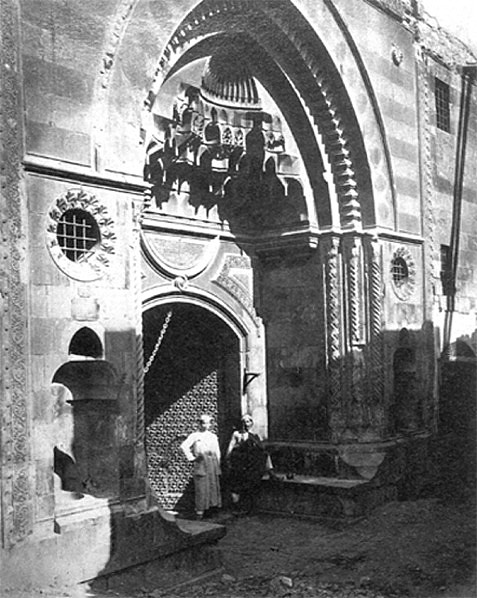
بوابة خان أسعد باشا العظم 1870

يقع هذا الخان في سوق البزورية الشهير حيث باعة العطارة والسكاكر وعبق التاريخ، إلى جانب حمام تاريخي أنشئ في عصر نور الدين زنكي، وتبلغ مساحة هذا الخان 2,500 متر مربع (27,000 قدم2)، ويمتاز بواجهة عريضة في وسطها بوابة ضخمة مزخرفة، يعلوها ساكف مزخرف بقوسين بارزين متشابكين وفوقهما تجويف من المقرنصات يحيطه قوس مركب من أحجار متشابكة مسننة بلونين أبيض وأسود متناوبين، وفوقه نافذتان وعلى جانبي القوس من الأعلى نوافذ مستطيلة، ومن الأسفل فتحتان مزودتان بفسقيتين. وفي واجهة البناء الجنوبية الغربية 31 مخزناً. وبعد دهليز عريض يستوعب غرفتين للحراسة ومصعدي الدرجتين، نصل إلى باحة ذات فتحة سماوية دائرية توحي أنها كانت مغلقة بقبة، «تمت إضافة قبة زجاجية كمداخلة من قبل المعمارية عبير عرقاوي لاحقا»، وفي وسط الباحة بركة مثمنة. وجدران الباحة التي تشكل واجهات الغرف مبنية بالحجر الأسود والأبيض بمداميك متناوبة. ويحيط الفتحة السماوية ثمانية قباب تغطي الباحة عدا مركزها بمساحة 729 متر مربع (7,850 قدم2) ولقد أعيد ترميم بعض هذه القباب مؤخراً، وهي ترتفع عشرين مترا.

### مكونات الخان
ويتألف هذا الخان من طابقين :
- الطابق السفلي: ويحوي واحداً وعشرين مخزناً أكثرها مزوّد بمستودعات. وفي القسم الشمالي الغربي مسجد صغير ينفتح إلى خارج الخان.
- الطابق العلوي: يتألف من أروقة مشرفة على الباحة، وخلفها خمسة وأربعون غرفة، وجناح للخدمات . وجميع الغرف مغطاة بقباب صغيرة، وذات أبواب ونوافذ ما زالت تحتفظ بأصالتها مع أقفالها إن واجهة هذا الخان ومشهده الداخلي يثيران الإعجاب بروعة الزخرفة والتناسق اللوني، مع مشهد ودراسة رائعة للفضاء الداخلي .

## معرض الصور

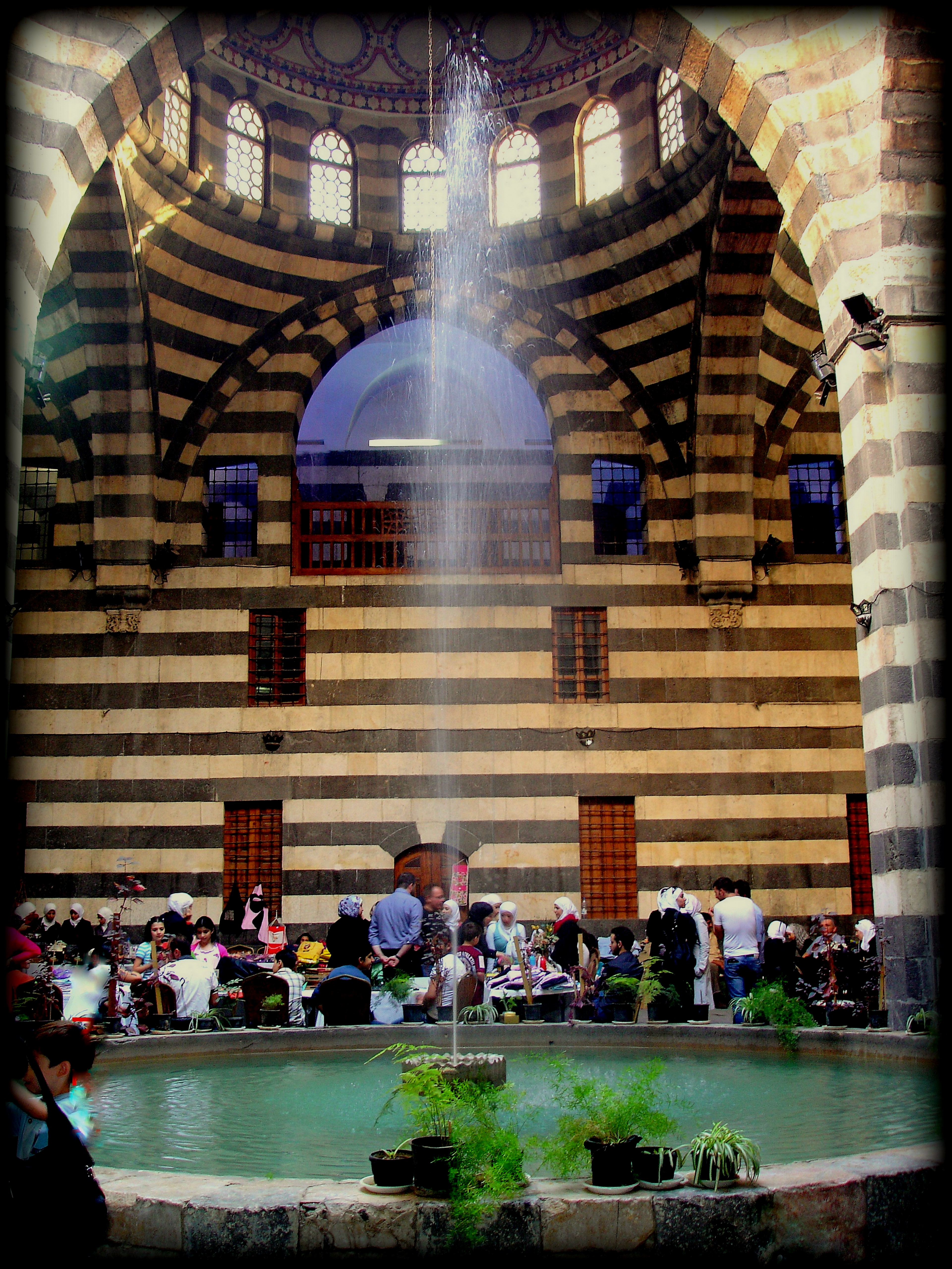
خان أسعد باشا
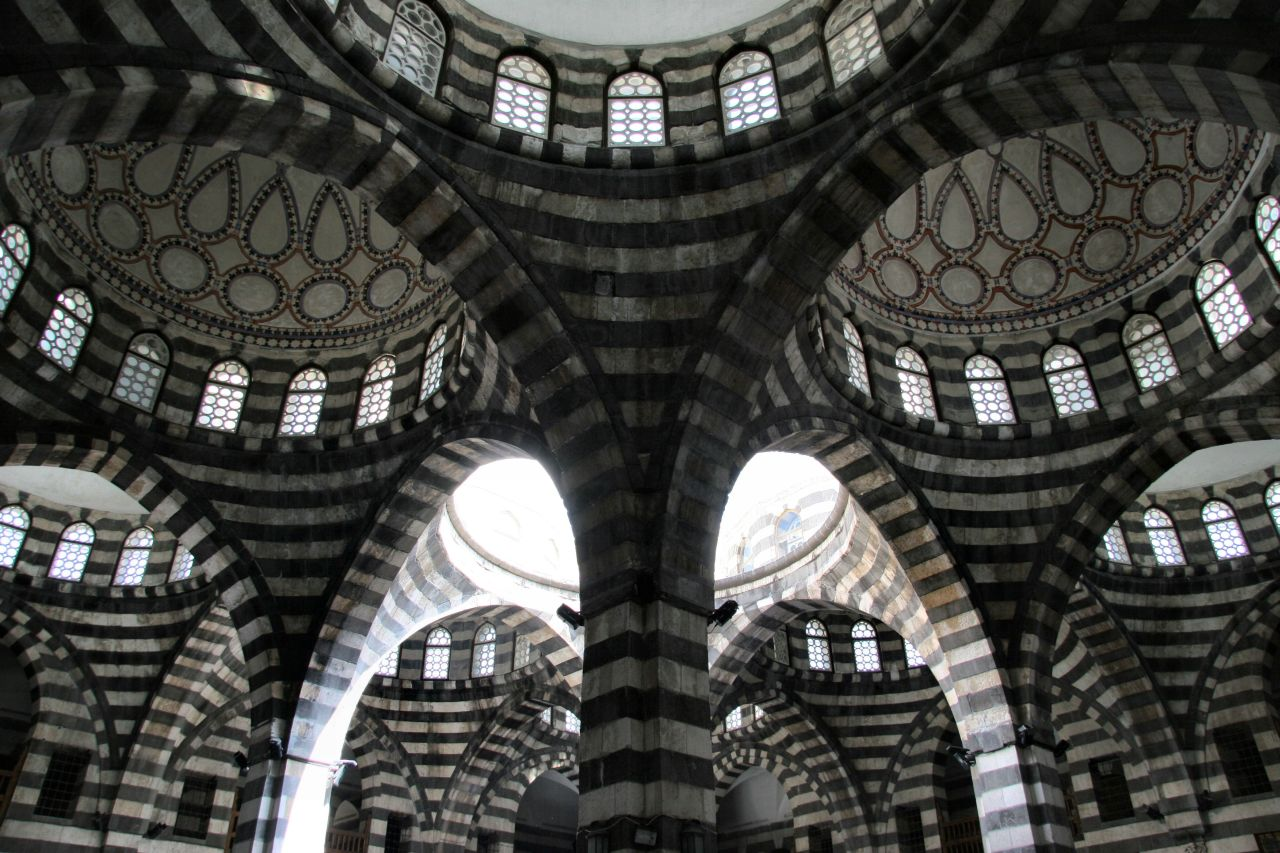
خان أسعد باشا
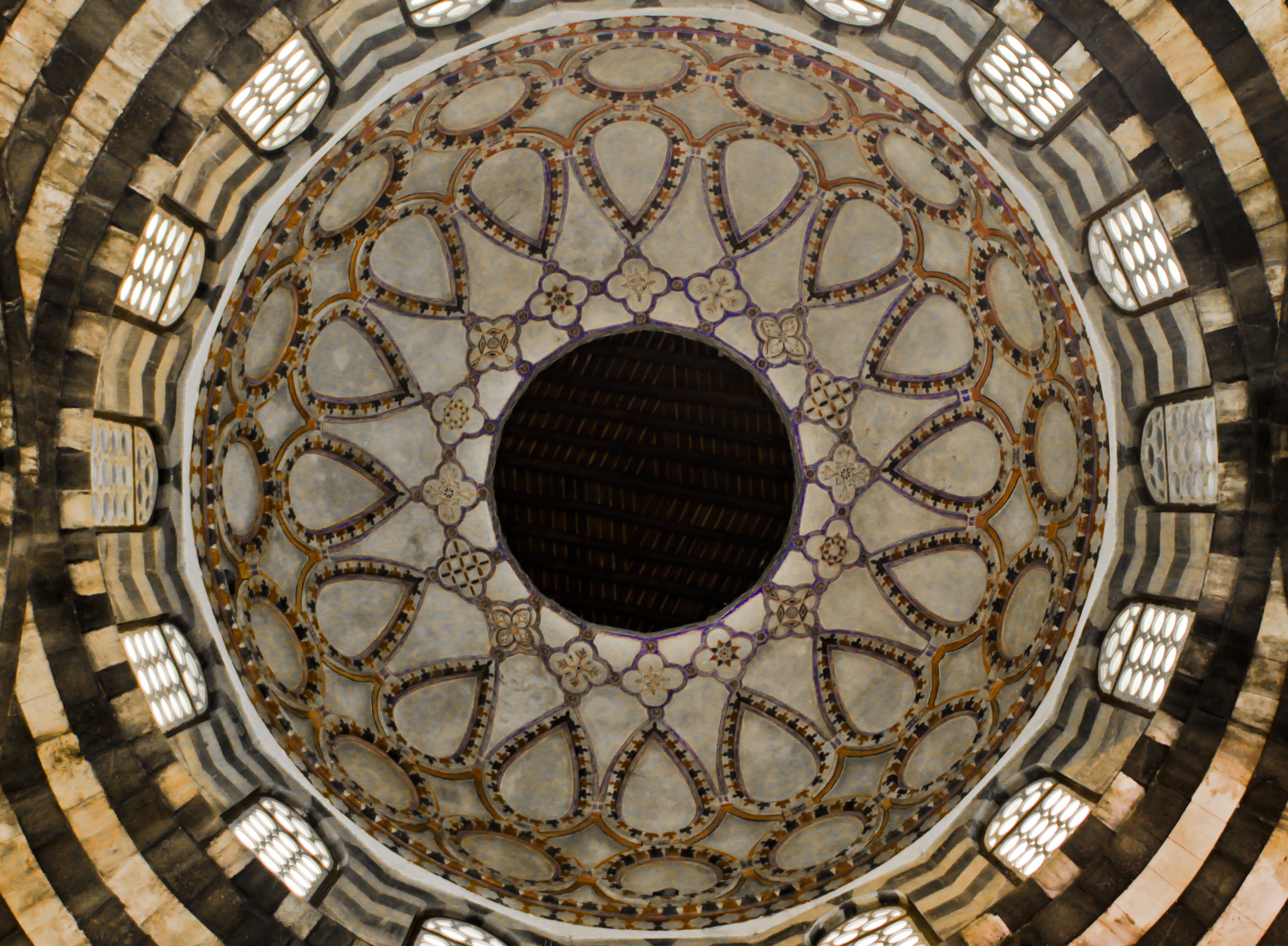
قبة في خان أسعد باشا

## ببلوغرافيا
- Baedeker، K. (1906). Palestine and Syria: Handbook for Travellers. Baedeker. مؤرشف من الأصل في 2022-11-13.
- Carter، Terry؛ Dunston، Lara (2004). Syria & Lebanon. Lonely Planet. مؤرشف من الأصل في 2022-10-02.

- Hillenbrand، R. (2004). Islamic Architecture: Form, Function, and Meaning. Columbia University Press.
- Thomson، W.M. (1886). The Land and the Book: Or, Biblical Illustrations Drawn from the Manners and Customs, the Scenes and Scenery, of the Holy Land ... Harper & Brothers.